# Ja, Ty i My
Ja, Ty i My – wspólny tytuł trzech pisemek dla dzieci wydawanych na przełomie lat 80 i 90 przez Młodzieżową Agencję Wydawniczą.
- Ja – adresowane było do trzylatków,
- Ty – do dzieci w wieku 5-6 lat,
- My – dla dziesięciolatków.

W każdej z gazetek, oprócz tekstów i zabaw dla dzieci, istniała również kolumna dla rodziców, w której poruszane były rozmaite problemy wychowawcze. 
Przy redakcji czasopisma, działał również dziecięcy zespół muzyczny "Ja, Ty, My"  powstały w Warszawie w 1989 roku (bez "i").
Innymi, krótkotrwałymi pismami dla dzieci, z tamtego okresu, były : "Okienko", "Króliczek".